# Ivar Holmquist
Ivar Holmquist (* 1879 in Helsingborg; † 1954) war ein schwedischer Sportfunktionär. Er war 1924 der erste Präsident des Internationalen Skiverbandes (FIS) und hielt dieses Amt bis 1934 inne.
Holmquist war Generalleutnant der schwedischen Armee. In seinem Heimatland war er einer der Pioniere bei der Popularisierung des alpinen Skisports. Von 1923 bis 1950 war er Präsident des schwedischen Verbandes zur Förderung des Skisports und von Freizeitaktivitäten und von 1923 bis 1946 Vizepräsident des schwedischen Skiverbandes.
Bei der Gründung des Internationalen Skiverbandes (FIS) wurde Holmquist zu dessen erstem Präsidenten gewählt. Er übte diese Funktion zehn Jahre lang aus und übergab dann das Amt an seinen bisherigen Vizepräsidenten Nikolai Ramm Østgaard. Bei seinem Rücktritt wurde Holmquist zum Ehrenpräsidenten des Verbandes gewählt. 